# Сечуј
Сечуј (мађ. Dunaszekcső) је село у Мађарској, у јужном делу државе. Село управо припада Мохачком срезу Барањске жупаније, са седиштем у Печују.
Сечуј је до Првог светског рата имао значајну српску заједницу, а као спомен минулих времена у средишту насеља очувана је Српска православна црква. Овде је такође, неколико година у 18. веку (1722-33.), била и српска епархија.

## Природне одлике
Насеље Сечуј налази у јужном делу Мађарске. Најближи већи град је Мохач.
Историјски гледано, село припада мађарском делу Барање. Подручје око насеља је равничарско (Панонска низија), приближне надморске висине око 100 м. Западно од насеља се издиже Виљанско горје, док источно од насеља протиче Дунав. Насеље је положено у тераси изнад реке.

## Становништво
Педантни парох Димитрије Јанковић, је за само годину дана администрирања, написао малу студију о сечујској српској парохији и њеном становништву. Показао је како се годинама мењао-опадао проценат православних Срба, у односу на неправославну заједницу. За последње 94 године нестало је 82 Срба.
1738. године - 1500 становника - 860 Срба или 58%
1760. године - 2050 становника - 800 Срба или 39%
1780. године - 2374 становника - 700 Срба или 29%
1796. године - 705 Срба
1810. године - 2800 становника - 725 Срба или 26%
1830. године - 3700 становника - 682 Срба или 18%
1847. године - 651 Србин
1860. године - 4550 становника - 660 Срба или 14%
1867. године - 648 Срба
1890. године - 5400 становника - 623 (603?) Срба или 11%
1895. године - 5600 становника - 612 Срба или 10%
Према подацима из 2013. године Сечуј је имао 1.968 становника. Последњих година број становника стагнира.
Претежно становништво у насељу чине Мађари римокатоличке вероисповести, а мањина су Немци (око 5%).

### Попис1910.
| Сечуј | Сечуј |
| --- | --- |
| језик | вера |
| укупно: 5.881 Мађарски 3.694 (62,81%) Немачки 1.543 (26,23%) Српски 595 (10,11%) Хрватски 8 (0,13%) Словачки 4 (0,06%) остали 37 (0,62%) | <div style="border:solid transparent;position:absolute;width:100px;line-height:0; укупно: 5.881 Римокатол. 5.170 (87,91%) Православци 593 (10,08%) Јевреји 84 (1,42%) Калвинисти 32 (0,54%) Гркокатолици 2 (0,03%) - (-%) |

Напомена: У рубрици осталих језика највећи број особа исказао је ромски језик.

## Историја
Срби су у Сечују присутни још од средњег века, али је њихов број посебно нарастао после Велике сеобе. У првој половини 18. века они су чинили целокупно становништво села.
Посебно вредан податак је то да је овде пет година боравио Патријарх српски Арсеније Чарнојевић после збега из Србије. Док је ту боравио имао је намеру саградити српски манастир и отворити вишу школу на српском језику.
Са доласком Хабзбуршке власти овде су насељени и Немци (18. век). Потом су се у насеље стали досељавати и Мађари. Пред Први светски рат било је око 800 Срба, који су чинили око 20% месног становништва.
Године 1905. у Дунасечују су функционисали пошта и телеграф.
После Првог светског рата и поделе Барање на два дела — данас мађарски (северни, већи) и југословенски (јужни, мањи), Сечуј се у оквирима Краљевине Мађарске. У следећим годинама огромна већина Срба се иселила у српске делове новоосноване Краљевине Срба, Хрвата и Словенаца, тако да је већ 1930. године у насељу било свега 45 Срба или мање од 1% месног становништва. 1970. године било их је свега 13.
После Другог светског рата и значајан број месних Немаца се иселио у матицу.

## Срби у Сечују
Сечуј је за православне Србе историјски важно и славно место. Ту се поред њега одвијала прва Мохачка битка 1526. године, али и ту је од 1698. године била патријаршијска столица, на којој је десетак лета седео патријарх Арсеније Чарнојевић. Пошто патријарх није имао утврђено место становања, он се бавио током године у више места, међу којима и у Сечују, да би се 1708. године скрасио у манастиру Крушедолу, а затим у Карловцима 1713. године.
Срби су се први ту доселили у првој половини 16. века, склањајући се пред Турцима. Године 1521. били су то Срби насељеници у Бачкој и Срему, који су прешли у Барању. А то насељавање је могло бити и нешто раније око 1508. године, под српским деспотом Стеваном Штиљановићем. Главнина Срба се населила у Сечуј ипак у време Велике сеобе Срба, под патријархом Чарнојевићем. У град Сечуј је последње деценије 17. века ушло око 900-1000 Срба. Дошли су ови у то прилично напуштено место, под Турцима звано „Караула”, одакле су ови били протерани. Насељенике су дочекали малобројни Срби и Хрвати, који су преживели ратна страдања и пустошења. Земљу око Сечуја је аустријски цар 1660. године поклонио верном племићу Петру Јагошићу, због његових заслуга.
Због лепог предела са здравом климом, патријарх је измолио аустријског цара да му дарује град Сечуј са замком. Када је патријарх молио цара да му уступи Сечуј, образлагао је свој захтев тиме да ће ту подићи православни манастир и уз њега гимназију. Цар Леополд I у својој повељи од 27. јуна 1697. године поклања патријарху српском Арсенију Чарнојевићу и његовим наследницима у архиепископату због верности и заслуга, само замак „Сечуј” (Секчу) са истоименом варошицом у Барањи. Међутим 1703. године је наговештено а 1706. године и узета је Секча, и за друго добро била замењена. Патријарх је тада постао „властелин” и над местима: Даљ, Бело брдо, Борово и Церић. Патријарх је затим себи озидао у граду Сечују , двор или резиденцију.
Први подаци о сечујском православном храму посвећеном Св. Николи су из 1721. године. Та црква је била импозантна, и за разлику од садашње била широка и пространа - можда дупло већа. Она је по мишљењу хроничара била широка, онолико колико је садашња дуга. У порти црквеној се налазила надгробна плоча из 1734. године, за коју се говорило да је „над том гробницом била стара црква”. Стари иконостас је пренет из старе у нову, и био је проблем уклопити га због смањених димензија новог. Сечуј је октобра 1736. године задесила велика несрећа, у пожару је страдао град, и у њему обе богомоље - православна и католичка црква. Тада је у владичанском двору „седео” егзарх Симеон, уместо епископа, о којем се мало зна. Био је то Егзарх београдски Симеон Милосављевић, који се помиње у тестаменту последњег владике сечујског Максима Гавриловића, а који је иначе пре 1722. године био Београдски епископ.
У Сечују је одржан јуна 1700. године први црквено-народни сабор, на којем је патријарх Чарнојевић, завладичио Данила Петровића Његоша. Његош је добио синђелију, као нови црногорски владика. Његово време је наступило 1697. године, након смрти дотадашњег владике црногорског Саве Очинића.
У Барањи су крајем 17. века биле две православне владике: један у Сечују, а други у Петоцркви или Печују. Патријарх се није дуго задржао у Сечују, јер је прешао у Сентандреју почетком 18. века. Од тада је установљена епископска столица у Сечују. Владика се уселио у патријархов бивши двор, а издржавао се пре свега од аренде на земљу, винграде и ливаде. Први сечујски епископ који је ту и столовао био је владика Никанор Мелентијевић од 1713. године. Он је са делом народа пред „мађарским ребелијама” пребегао из Сечуја у Осијек, где се помиње 1717. године. Касније га налазимо у манастиру Крушедолу 1726. године, и није познато зашто је престао бити владика сечујски. Публикован је 1905. године у црквеном листу, интересантан документ од имовини покојног Максима Гавриловића - последњег епископа сечујско-осечког 1721-1732. године. Током оставинске расправе при суду у Осијеку септембра 1732. године, утврђено је да оставина владикина износи 6630 ф. а дугови са погребним трошковима нарасли су на 5062 ф. 6 крајцара. Дуг је текст - списак онога „што је и коме” владика поделио тзв. „Назнаменованије”, од вредног остатка од 1000 дуката и 120 ф. Владикин служитељи су били при резиденцији Сечују: поп Стефан, монах стари Макарије и ђакони Роман и Арсеније. Владика се бавио и у Осијеку и у Сечују. У вароши Сечују су остала владичина три велика дрвена сандука пуна разних, што личних што сакралних ствари. Било је ствари покретних и у резиденцији, а о свему томе је водио бригу поменути ђакон Арсеније „Грабовчанин”. Сечујски епископат је укинуо аустријски цар Карло VI 1733. године, а припадајуће парохије су прикључене Будимској епархији, за време будимског владике Василија Димитријевића. Али све до 1847. године у наслову владике будимског био је и придев „сечујски”. Епископ је и даље живео у Сечују, али сада је то „будимски”. До 1736. године православци су живели у непријатељству, прво са „куруцима” а после са агресивним католицима у Сечују. Пописано је 1738. године у граду Сечују 1500 становника, од којих је било 860 Срба. Од 1760. године међутим масовно се у Сечуј досељавају католици Немци, који убрзо преузимају превласт од Срба.
О старијим становницима Србима и њиховом животу у Сечују мало је остало трага. Сечујац, Васа Кулашиновић је 1728. године тражио део наследства своје покојне тетке Косане Земизе, јер је код ње служио и у „куручко време” чувао јој иметак. Амврозије Јанковић иконописац рођен је око 1731. године у Сечују. Варош Сечуј је 1731. године имао 70 српских православних домова. Године 1735. у Сечују се о Ускршњем посту исповедило 279 парохијана. Месни парох 1735. године био је поп Николај. Помињу се у списку породице: Рајић, Хераковић, Бајчетин, Чепинац, Чатарчов, Чанталић, Михатов, Радилов, Радановић, Мали, Мишков, Секулић, Миладиновић, Петров, Углешић, Печујац, Ковачев, Максимов, Мијин, Милованов, Чоло, Станишин, Сулошац, Чворак, Тупонаров и још 32 друге. Помиње се 1744. године посланик на Црквено-народном сабору Мишко Капамаџија.
Првобитна српска црква од плетера покривена шиндром подигнута је непосредно после сеобе. Била је посвећена празнику Летњи Св. Никола или Преносу његових моштију. После пожара, кренули су Срби православци да граде нову, садашњу цркву и резиденцију. Мада је по предању резиденцију градио патријарх, то је мало вероватно. Црква и резиденција - коју чине у ствари три зграде подигнути су од цигле између 1740-1750. године. По другом извору црква је грађена 1741. године. У једној је била резиденција епископа, у другој су живели „придворни”, док је трећа била у ствари стаја. Ту је уз владику а и после живео „Економ дворски”, који је водио бригу о имању владичанском. Последњи економ је ту био до 1808. године јеромонах Анатолије, којег је поставио епископ Динизије Поповић. Овај је једно јутро трагично страдао у кухињи, када је на њега пао стари велики димњак. У „резиденцију” је 1784. године на празник Св. Пантелејмона ударио гром и запалио га, али срећом велика киша је угасила пожар. Од тада се по предлогу владике Кириловића, тај дан - Св. „Пантелија” слави као заветни дан у Сечују. Први поп који је у „резиденцији” као парохијском дому становао је био поп Павле између 1770-1776. године. За време мађарске буне у „резиденцији” су становали мађарски жандарми, окупиравши га претходно.
Сечујци су за време владике Будимског Димитријевића између 1736-1741. године почели градњу цркве, и то много мање од оне коју су имали. Да ли је то било због немаштине не зна се, али као да су наслутили „црне дане” нестајања српског становништва у Сечују и Барањи уопште. Градња је трајала у време младе царице Марије Терезије, која је форсирала римокатолике. Пре него што су Срби кренули са зидање цркве на месту старе 1740. године, већ су католици почели рад на својој од 1738. године. Проблем је био што су католици подигли своју на удаљености од православне на 40 корака. Католички парох Николаус је искористио прилику да нападне Србе, као православце „шизматике”, јер су градњом своје цркве угрожавали ону католичку. Иако је католички бискуп игнорисао жалбу Николаусову, овај није мировао већ је речима напао зидаре српске цркве на градилишту. Изродила се свађа, током које су се чак потукли патер Николаус и српски Егзарх Симеон. Католички поп је морао да напусти свој двор - био је премештен. Нова српска црква је „троносана” и посвећена празнику Летњем Св. Николи, а освештао ју је епископ Василије. Владика будимски је у Сечују боравио и познато је да је више старих вредних књига месној цркви даровао. Због његовог столовања у Сечују (ваљда се још није изградио владичански двор у Будиму?) олтар је био прилагођен за архијерејске службе; био пространији него што је уобичајено. Црква је одласком епископа у Будим остала без покретног богатства, јер је много тога овај однео са собом. Последњи становник а будимски епископ умро је 1748. године. И почетком 19. века постоји сечујска епископска економија. Године 1808. њоме располаже као администратор калуђер постриженик хиландарски, јеромонах Анатолије Стефановић.
Православна српска парохија у Сечују је основана око 1745. (или 1753) године. За време администратора будимског Софронија Кириловића, почеле су од 1777. године да се воде тачно и редовно црквене матрикуле. Оне нередовне, рукописне - без формулара, и то крштених писане су од 1755. године. Владика Софроније Кириловић је иначе рођен у Сечују око 1740. године.
Познати су сви пароси и њихови помоћници од тада до 1896. године. Били су то: Стеван Милин (од 1749), поп Павел Михајловић (1770-1776), па његов син поп Теодор Михајловић (1776-1789). Поп Теодор је после смрти сахрањен у црквеној порти јужно од храма, а на спољашњем зиду је спомен-плоча постављена. Та плоча и данас постоји али је знатно оштећена. Следећи парох је поп Прокопије Поповић (1789-1806), који је имао капелана Василија Радана (умро 1799). За време пароха Прокопија подигнут је поред цркве 1794. године леп звоник, у којем су три „хармонична” звона нашла своје место. Син Прокопијев поп Теодор Поповић је најдуже био свештеник у Сечују, између 1806-1857. године. Теодоров син Данило је био очев капелан између 1820-1830. године. Григорије Пандуровић је био 1831. године тутор сечујски. Одласком старог поп Теодора у мировину, администрира кратко те 1857. године поп Бранко Милић.
На Митровдан 1859. године долази из Острогона поп Јован Бољарић (на служби 1859-1881). Бољарић је 1825. године завршио српску препарандију са одличним успехом и имао је најбоље препоруке. У младости је био учитељ, а по рукоположењу био свештеник у Калазу и Острогону. Писао је дописе за „Србски народни лист” из места где је службовао. Његов значај је у томе што је 1871. године „целисходну” зграду школску саградио. То је био изузетан свештеник, који је радио са вољом а по канонским правилима, лепо и тачно, као мало који свештеник. Од његова четири сина, три су постали свештеници а један је био учитељ у Србији. Бољарић је умро у 71 години априла 1881. године, а тада долази у град поп Урош Марковић и остаје до 1885. године. По преласку поп Уроша у Мајиш, на сечујску парохију долази чак из Трста, поп Богољуб Топонарски, који се после скоро шест година, тамо повратио 1891. године. Наступио је период од четири године, када није било сталног пароха, што је довело до нереда и осиромашења сечујске црквене општине. Од некадашњег патријаршијског богатог властелинства дошао је Сечуј на најниже гране; постао је парохија шесте најниже платежне класе.
Купио је 1803. године једну душекорисну књигу атрактивног наслова, преведену на српски језик, Василије Николић купец из Сечуја. Стручну књигу о пчеларењу узели су 1810. године становници Сечуја: Василије Николић купац, Данил Поповић и Јеремије Димић сурсабов. Добру књигу забавног карактера узели су у руке 1829. године Сечујци: поп Данило Поповић администратор, Вук Павловић учитељ, Симеон Димић опанчар и Јован Пантелић ученик. Постојао је мали пренумерантски пункт у Сечују 1846. године. Књигу са страним називом набавили су претплатом Сечујци: три занатлије - Михаил Јовановић, Урош Рашић и Теодор Николић а скупљач претплате био је учитељ Никола Волкашиновић. Корисну и практичну књигу о пчелама купили су 1860. године житељи Сечуја: поп Јован Бољарић парох, Урош Калајџић учитељ, Урош Рашић чизмар, Андрија Тупенарац економ и Самуило Пандуровић економ. Основан је пре 1867. године у Сечују православни Црквени фонд чији је капитал износио 2648 ф.
У Сечују је 1817. године рођен Димитрије Орешковић, са тадашњим презименом Оришанац. Мита је био изузетан музички таленат, који се бавио компоновањем, свирањем на тамбури, певањем и песништвом. Иначе је био по занимању гостионичар.
Између 1895-1896. године парох привремени је поп Димитрије Јанковић, који је увео ред у послове црквене и саставио изванредан спис о историји сечујске парохије, под насловом: „Сечуј некад и сад”. Тај више делни чланак је објављен у наставцима у званичном црквеном листу, „Српском сиону” у Карловцима. Врло учени свештеник Јанковић, који се бавио црквеном историјом и написао 1898. године драгоцен „Шематизам Вршачке епархије”, се вратио у Банат, да буде епархијски бележник вршачки. Њега је наследио у парохији као администратор, поп Јован Пачириз. Године 1899. свештеник у Сечују био је млади парох Александар Плештић. Стара резиденција је била врло трошна неугледна грађевина, од 1897. године је бесплатни његов парохијски дом.
Барон Бежан, иако мађарски велики родољуб, оставио је 1873. године 1000 ф. на дар православној цркви у Сечују. Месном парохијом „Дуна Сечујском” 1902-1903. године администрира јеромонах Теофан Радић.
Сечујска општина је још 1745. године издвајала годишње по 12 ф. за издржавање школе. Претпоставља се да је 1812. године школска зграда подигнута, за време пароха Теодора Поповића, судећи по трошку за њу у износу 24 ф. Сечујски учитељ 1820. године је Прокопије Петковић. Купац Берићеве књиге о животу Исуса Христа био је 1831. године месни учитељ Максим Брежовски. Крајем 1865. године Сечујска српска православна општина је почела да оснива Школски фонд, од годишњих добровољних прилога. Из тог фонда намеравали су народну школу подићи и издржавати као и учитеља плаћати. Месни учитељ 1864-1868. године био је Урош Калајџић. За Сечуј се наводи 1867. године „школа је пуна деце јер их родитељи приљежно шаљу у њу”. Ту је 1866. године основан масни Школски фонд, чији капитал износи 140 ф. Парох Јован Бољарић је упамћен по педантности и тачности, се и на делу посведочило 1871. године, када је то место добило нову српску школу, грађену по свим прописима. За фонд Св. Саве дао је месни Школски одбор 1895. године 10 ф. прилога. Године 1896. у Сечују је председник црквене општине био Мика Бугарић, а председник школског одбора поп Димитрије Јанковић. Расписали су те године стечај за упражњено учитељско место, са понуђеном годишњом основном платом од 340 ф. Учитељ сечујски је био од 1897. године Душан Радојчић, као стални (ту и 1913), председник Школског одбора Младен Чимрак а школски старатељ Светозар Ристић. Када је епископ Лукијан 1899. посетио Сечуј, један старац сиромашак, бивши занатлија досељеник из Мохача, Дионизије Рашић приложио је јавно 50 ф. за Школски фонд, „да се из њега купују књиге деци”. А године 1901. гостионичар Јован Залај је поклонио о свом свецу Св. Николи 20 круна цркви, а 40 круна „сиротој школској деци да се за Божић обуку”. Њему су се црквени званичници јавно захваљивали и децембра 1902. године због другог прилога. Тада је са својом супругом дао 30 круна опет школској деци за Божић. Године 1905. српска народна школа има једно здање подигнуто 1871. године. Учитељ је Душан Радојчић родом из Липове у Барањи, налази се девет година у месту. Редовну наставу похађа 51 дете, а у недељну школу иде 28 старијих ђака.
Број Срба се у Сечују није повећавао, углавном је стагнирао, али повећавао се број становника других народа и вера. Народа је било све мање, а уз то је сиромашио због узимања зајмова и кредита. Продавана је земља, да би се вратио дуг, јер приходи су били слаби. Администратор Јанковић је 1896. године приметио да је за десет година око 1890. године, број српских поседа у Сечују смањен за 1/4. Било је у месту 1885. године записано 648 православних душа. Око 1895. године сечујски Срби су били претежно ратари, мање је занатлија. Православних домова било је тада 129. У цркву је по писању пароха на богослужењима било и до 25% популације. Лепо црквено-општинско имање је било у то време запуштено, па је парохија осиромашила. Када је епископ будимски Лукијан Богдановић вршио канонску визитацију, свратили су га у Сечуј. Био је то град, за који се 1899. године каже: „негда славна и богата, а сад мала и сиромашна општина, некадашње седиште наше славне патријаршије”.
По српском извору из 1905. године Дунасечуј је велика општина у којој живи 5607 становника у 1167 домова. Срба је много мање; има 603 Србина православна и 145 кућа. Од српских јавних здања ту су православна црква и народна школа. Црквена општина је организована, скупштина редовна, а председник Милан Пандуровић. Црква је у добром стању, али иконостас је трошан. Црквени иметак је 6 кј, има парохијски дом и српско православно гробље. Парох је поп администратор Петар Весин родом из Парага, тек је приспео. Парохија је шесте најниже платежне класе, а парохија нема свештеничку сесију.
Почетком 21. века у центру насеља налази се српска православна црква посвећена Летњем Св. Николи. Црква потиче из 1750. године а торањ је призидан 1795. године. Храм је обновљен 1889. и 1895. године. Иконостас је осликао непознати сликар 1909. године. У порти храма налази се неколико споменика из 18. века. Тако се ту налази плоча епископа печујског-сечујског Максима Гавриловића из 1731. године. Он је у ствари био сахрањен у старој цркви који је изгорео 1736. године, а када је направљена нова богомоља 1746. године, одмах поред па је споменик остао споља у порти. Споменик на надгробном плочом владике подигао је крајем 20. века, парох мохачки а администратор сечујски поп Радован Степанов. Сечуј има српско православно гробље, које је ограђено али покрадено и оштећено јер су споменици покрадени, а нема ни централног крста. Иначе налази се североисточно од града је једној узвишици поред Дунава. Споменика има пописаних 187 и углавном су на српском и славеносрпском језику.

### Цвета Вуковић
Породица Вуковић (од три члана) је данас једина српска породица у Сечују. Историчар Цвета Вуковић која се бави завичајном историјом, старатељ је српског православног храма у месту. Цвета је иначе професор историје у Српској гимназији у Будимпешти. Традиционално се у граду 28. маја одржава народоносних фолкорних ансабала, у организацији „Фондације за Сечуј”. Поред православне цркве, у порти је уређена етнографска поставка у тзв. Српској соби.

## Српска православна црква
У селу и данас стоји српска православна црква, посвећена Светом Николи. Црква је саграђена после 1750. године. Грађевина је у добром стању и у њој се повремено врше богослужења.

## Збирка слика
- Српска православна црква у Сечују
- Споменик Арсенију Чарнојевићу
- Насељска светковина „Лугио”
- Основна школа